# Benjamin Bradshaw
Benjamin Joseph "Ben" Bradshaw (Nova York, 15 d'agost de 1879 - 19 d'abril de 1960) va ser un lluitador estatunidenc que va competir a primers del segle xx. El 1904 va prendre part en els Jocs Olímpics de Saint Louis, on va guanyar la medalla d'or en la categoria de pes ploma, de fins a 61,2 kg, en imposar-se a Theodore McLear en la final. Abans havia superat a Frederick Ferguson en quarts de final i a Charles Clapper en semifinals.
En el seu palmarès també hi ha tres campionats nacionals. Més tard fou àrbitre i entrenador de lluita lliure.